# Henri Häkkinen
Henri Häkkinen (n. 16 iunie 1980, Joensuu, Pohjois-Karjalan lääni⁠(d), Finlanda) este un trăgător de tir ce a reprezentat Finlanda, medaliat olimpic. A participat la o ediție a Jocurilor Olimpice (2008) în care a câștigat o medalie de bronz.

## Participări
Lista de mai jos prezintă principalele competiții la care a participat Henri Häkkinen de-a lungul carierei.
- shooting at the 2008 Summer Olympics – men's 10 metre air rifle[*]